# Jugador Defensivo del Año de la VTB United League

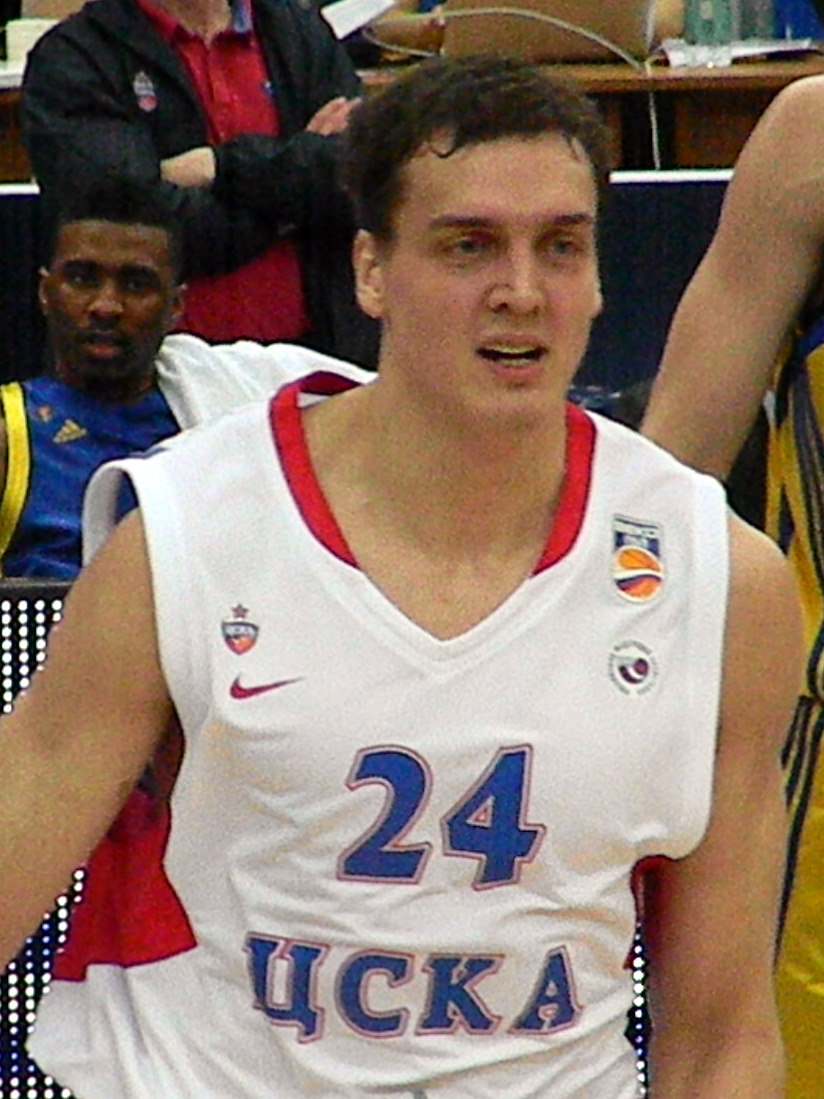
Saša Kaun fue el primer ganador.

El premio al Jugador Defensivo del Año de la VTB United League  (en inglés, VTB United League Defensive Player of the Year) es un galardón que otorga la VTB United League desde el año 2014 al mejor jugador defensivo de la competición.

## Palmarés
| Jugador (X) | Número de veces que el jugador ha ganado el premio en ese punto (si son más de una) |
| †           | Indica múltiples ganadores el mismo año                                             |
| §           | Denota que el club ganó la competición ese mismo año                                |

| Temporada | Jugador                                      | Pos.                                         | Nacionalidad                                 | Equipo                                       | Ref(s)                                       |
| --------- | -------------------------------------------- | -------------------------------------------- | -------------------------------------------- | -------------------------------------------- | -------------------------------------------- |
| 2013–14   | Alexander Kaun                               | Pívot                                        | Rusia                                        | CSKA Moscú§                                  | [ 1 ]                                        |
| 2014–15   | Andrey Vorontsevich                          | Alero                                        | Rusia                                        | CSKA Moscú§                                  | [ 2 ]                                        |
| 2015–16   | Kyle Hines                                   | Pívot                                        | Estados Unidos                               | CSKA Moscú§                                  | [ 3 ]                                        |
| 2016–17   | Nikita Kurbanov                              | Alero                                        | Rusia                                        | CSKA Moscú§                                  | [ 4 ]                                        |
| 2017–18   | Dmitry Kulagin                               | Escolta                                      | Rusia                                        | Lokomotiv Kuban                              | [ 5 ]                                        |
| 2018–19   | Maurice Ndour                                | Ala-Pívot                                    | Senegal                                      | UNICS                                        | [ 6 ]                                        |
| 2019–20   | No se concedió debido a la pandemia COVID-19 | No se concedió debido a la pandemia COVID-19 | No se concedió debido a la pandemia COVID-19 | No se concedió debido a la pandemia COVID-19 | No se concedió debido a la pandemia COVID-19 |
| 2020–21   | John Brown                                   | Alero                                        | Estados Unidos                               | UNICS                                        | [ 7 ]                                        |
| 2021–22   | Jordan Mickey                                | Ala-Pívot                                    | Estados Unidos                               | Zenit Saint Petersburgo                      | [ 8 ]                                        |
| 2022–23   | Evgeny Baburin                               | Escolta                                      | Rusia                                        | Pari Nizhny Novgorod                         | [ 9 ]                                        |
| 2023–24   | Vince Hunter                                 | Ala-Pívot                                    | Estados Unidos                               | Zenit Saint Petersburgo                      | [ 10 ]                                       |